# العلاقات التوغوية اليابانية
العلاقات اليابانية التوغولية هي العلاقات الثنائية التي تجمع بين اليابان وتوغو.

## مقارنة بين البلدين
هذه مقارنة عامة ومرجعية للدولتين:
| وجه المقارنة                                              | اليابان         | توغو            |
| --------------------------------------------------------- | --------------- | --------------- |
| المساحة (كم2)                                             | 377.97 ألف      | 56.78 ألف       |
| عدد السكان (نسمة)                                         | 126.79 مليون    | 7.80 مليون      |
| الكثافة السكانية (ن./كم²)                                 | 335.45          | 137.37          |
| العاصمة                                                   | طوكيو           | لومي            |
| اللغة الرسمية                                             | اللغة اليابانية | لغة فرنسية      |
| العملة                                                    | ين ياباني       | فرنك غرب أفريقي |
| الناتج المحلي الإجمالي (بليون دولار)                      | 4.87 تريليون    | 4.81 مليار      |
| الناتج المحلي الإجمالي (تعادل القوة الشرائية) بليون دولار | 5.18 تريليون    | 10.67 مليار     |
| الناتج المحلي الإجمالي الاسمي للفرد دولار أمريكي          | 34.52 ألف       | 559             |
| الناتج المحلي الإجمالي للفرد دولار أمريكي                 | 36.62 ألف       | 1.43 ألف        |
| مؤشر التنمية البشرية                                      | 0.903           | 0.484           |
| رمز المكالمات الدولي                                      | +81             | +228            |
| رمز الإنترنت                                              | .jp             | .tg             |
| المنطقة الزمنية                                           | توقيت اليابان   | 00              |

## منظمات دولية مشتركة
يشترك البلدان في عضوية مجموعة من المنظمات الدولية، منها:
| علم المنظمة | اسم المنظمة                               | تاريخ انضمام اليابان | تاريخ انضمام توغو |
| ----------- | ----------------------------------------- | -------------------- | ----------------- |
|             | يونسكو                                    | 2 يوليو 1951         | 17 نوفمبر 1960    |
|             | مؤسسة التمويل الدولية                     | 20 يوليو 1956        | 4 سبتمبر 1962     |
|             | المركز الدولي لتسوية المنازعات الاستشارية | 16 سبتمبر 1967       | 10 سبتمبر 1967    |
|             | منظمة حظر الأسلحة الكيميائية              | ?                    | ?                 |
|             | مؤسسة التنمية الدولية                     | 27 ديسمبر 1960       | 21 أغسطس 1962     |
|             | منظمة التجارة العالمية                    | ?                    | ?                 |
|             | وكالة ضمان الاستثمار متعدد الأطراف        | 12 أبريل 1988        | 15 أبريل 1988     |
|             | الاتحاد البريدي العالمي                   | ?                    | ?                 |
|             | الاتحاد الدولي للاتصالات                  | 29 يناير 1879        | 14 سبتمبر 1961    |
|             | منظمة الشرطة الجنائية الدولية             | ?                    | ?                 |
|             | الأمم المتحدة                             | 18 ديسمبر 1956       | 20 سبتمبر 1960    |
|             | البنك الدولي للإنشاء والتعمير             | 13 أغسطس 1952        | 1 أغسطس 1962      |
|             | البنك الإفريقي للتنمية                    | ?                    | ?                 |

## وصلات خارجية
- موقع وزارة الخارجية اليابانية